# Simsbury Center
Simsbury Center est une census-designated place située au centre de Simsbury dans le comté de Hartford au Connecticut (États-Unis). Lors du recensement de 2000, Simsbury Center avait une population totale de 5 603 habitants.

## Géographie
Selon le Bureau du Recensement des États-Unis, la superficie de la ville est de 11,7 km2, dont 11,7 km2 de terres et 0,0 km2 de plans d'eau (soit 0,22 %).

## Démographie
D'après le recensement de 2000, il y avait 5 603 habitants, 2 216 ménages, et 1 582 familles dans la ville. La densité de population était de 480,7 hab/km2. Il y avait 2 285 maisons avec une densité de 196,1 maisons/km2. La décomposition ethnique de la population était : 95,98 % blancs ; 0,55 % noirs ; 0,07 % amérindiens ; 2,18 % asiatiques ; 0,02 % natifs des îles du Pacifique ; 0,25 % des autres races ; 0,95 % de deux ou plus races. 1,55 % de la population était hispanique ou Latino de n'importe quelle race.
Il y avait 2 216 ménages, dont 36,7 % avaient des enfants de moins de 18 ans, 62,5 % étaient des couples mariés, 7,0 % avaient une femme qui était parent isolé, et 28,6 % étaient des ménages non-familiaux. 24,8 % des ménages étaient constitués de personnes seules et 10,4 % de personnes seules de 65 ans ou plus. Le ménage moyen comportait 2,50 personnes et la famille moyenne avait 3,02 personnes.
Dans la ville la pyramide des âges était 27,3 % en dessous de 18 ans, 3,7 % de 18 à 24, 28,6 % de 25 à 44, 25,7 % de 45 à 64, et 14,6 % qui avaient 65 ans ou plus. L'âge médian était 40 ans. Pour 100 femmes, il y avait 91,5 hommes. Pour 100 femmes de 18 ans ou plus, il y avait 84,2 hommes.
Le revenu médian par ménage de la ville était 72 639 dollars US, et le revenu médian par famille était $81 933. Les hommes avaient un revenu médian de $65 116 contre $41 250 pour les femmes. Le revenu par habitant de la ville était $34 837. 1,9 % des habitants et 0,4 % des familles vivaient sous le seuil de pauvreté. 0,6 % des personnes de moins de 18 ans et 4,8 % des personnes de plus de 65 ans vivaient sous le seuil de pauvreté.